# Laurent Nunziatini
Laurent Nunziatini, nacido en Villerupt el año 1954 es un pintor y escultor francés. Reside en Hussigny-Godbrange y es miembro del Círculo artístico de Luxemburgo.